# Bijoy Jain
Bijoy Jain (Mumbai, 1965) é um arquiteto indiano e professor visitante na Universidade Yale. Após concluir seus estudos na Universidade Washington em St. Louis em 1990, Jain trabalhou no escritório de Richard Meier em Los Angeles e Londres entre 1989 e 1995. Ele retornou à Índia em 1995 e fundou seu próprio escritório, o Studio Mumbai. Seus trabalhos têm sido apresentados em muitos eventos, como o Alvar Alto Symposium, a Architectural League de Nova York e o Centro Canadense para Arquitetura, que detém diversos de seus projetos originais. Ele também foi finalista no Ciclo Agha Khan Awards 2010.

## Prêmios
- Prêmio Global de Arquitetura Sustentável do Institut Francais D’Architecture, 2009[2]
- Prêmio Design para a Ásia do Centro de Design de Hong Kong, 2009
- Terceiro Prêmio de Arquitetura BSI Swiss, Suíça (2012)[3]